# Dầu cọ

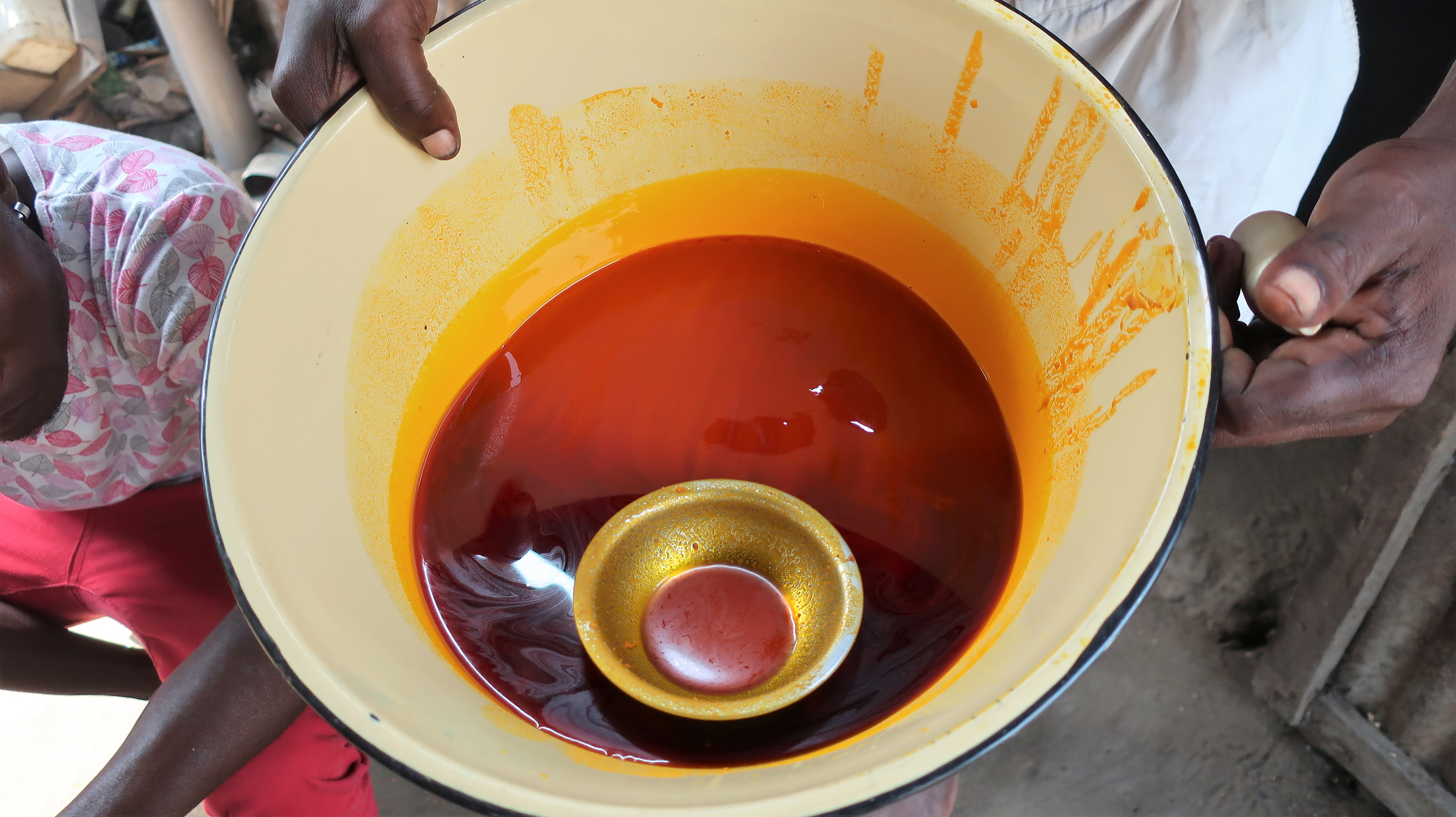
Dầu cọ trong một cái bát.

Dầu cọ là một loại dầu thực vật được chiết xuất từ thịt (cùi) của quả cọ từ cây cọ dầu. Dầu cọ thô sau khi ép có màu vàng-đỏ sậm do chúng chứa nhiều hàm lượng Caroten và Vitamin E. Dầu cọ chứa khoảng 60 % chất béo no, khoảng 26 % chất béo chưa no đơn nhóm và 12 % chất béo chưa no đa nhóm. Dầu cọ được ví như món quà từ thiên nhiên dành tặng cho Malaysia và thế giới loài người. Malaysia là nước sản xuất dầu cọ lớn thứ hai trên thế giới, sau Indonesia. Năm 2011, kim ngạch xuất khẩu dầu cọ của Malaysia đạt khoảng 25,6 tỷ USD.

## Nguyên nhân dầu bị đông

### Trạng thái vật lý (nhiệt độ môi trường)
Ở nhiệt độ thường, dầu cọ tồn tại ở dạng sáp với đặc trưng là chứa xấp xỉ 50% chất béo bão hòa. Khi nhiệt độ môi trường xuống dưới 20 độ C Dầu chuyển sang trạng thái đông đặc.
- Tính chất đặc trưng của dầu cọ có độ nóng chảy tương đối cao hơn so với dầu nành, dầu mè, dầu phộng….cho nên khi nhiệt độ môi trường xuống thấp nên dầu dẫn đến bị đông. Nguyên nhân là dầu cọ chứa nhiều axit béo no hơn các loại dầu khác. Theo PGS TS Phan Thị Sửu người tiêu dùng mua dầu thực vật nên chọn mua loại dầu lỏng, chứa nhiều axit béo không no theo thứ tự: dầu ôliu, dầu mè (vừng), dầu ngô, dầu hướng dương, dầu đậu nành, dầu cọ.[2]
- Đối với sản phẩm Cooking oil sự chịu nhiệt từ 20 – 22oC, nếu nhiệt độ môi trường trên 30oC dầu sẽ tan chảy ngay và trở lại trạng thái bình thường lúc ban dầu.

## Thành phần cấu tạo
Tính chất cấu tạo và thành phần dinh dưỡng không có gì thay đổi. cho nên khách hàng cứ yên tâm dùng sản phẩm.
Hầu hết các gia đình đều có thói quen "trung thành" với một loại dầu ăn nào đó. Nếu dùng duy nhất một loại dầu để chế biến mọi loại thức ăn trong một thời dài thì vô hình trung đã hạn chế phần nào nguồn dinh dưỡng phong phú đồng thời sẽ làm giảm hứng thú ăn uống. Thực tế là hiếm có loại dầu ăn nào lại cung cấp đầy đủ mọi chất cần thiết cho cơ thể, mỗi loại dầu đều có những "sở trường" riêng, đáp ứng nhu cầu cần thiết cho cơ thể mỗi người.

## Cách dùng đúng
Tốt nhất nên sử dụng dầu phù hợp với từng loại thực phẩm hoặc tối thiểu nên thay đổi loại dầu trong thời gian nhất định để đổi khẩu vị ăn uống cũng như làm phong phú thêm thành phần dinh dưỡng cho cơ thể.

### Chiên rán
Dầu cọ (và các sản phẩm dầu cọ) có khả năng chịu nhiệt và chống oxy hóa rất tốt; do vậy dầu cọ được xem là nguyên liệu lý tưởng trong sản xuất hỗn hợp dầu chiên.
Các nhà sản xuất và tiêu dùng trên khắp thế giới đã ứng dụng dầu cọ với tỷ lệ cao trong dầu chiên vì hai mục đích: kinh tế và chất lượng tốt. Trong thực tế, dầu cọ đã dùng thay thế 100% các loại dầu chiết xuất từ các hạt truyền thống khác như đậu tương, hạt cải.
Các sản phẩm dùng dầu chiên thường là khoai tây chiên, bánh donut, mỳ ăn liền và các loại hạt.
Dù được chế biến từ nguồn gốc khác nhau: dầu cọ, dầu hướng dương, dầu lạc, dầu đậu nành, dầu vừng, dầu cải... nhưng các loại dầu thực vật đều có ưu điểm là không chứa cholesterol.